# Lisa Bitter
Lisa Bitter (* 1984 in Erlangen) ist eine deutsche Schauspielerin.

## Leben und Karriere
Bitter wuchs in Herzogenaurach auf. Sie betrieb Leichtathletik als Leistungssport und besuchte die Theater-AG ihrer Schule in Herzogenaurach. Nach dem Abitur begann sie zunächst ein Biologiestudium in Düsseldorf und wechselte bald zum Studium der Kulturwissenschaften und Journalistik nach Leipzig. Dort kam sie in Kontakt zu den Schauspielstudenten der Hochschule für Musik und Theater „Felix Mendelssohn Bartholdy“, an der sie sich daraufhin selbst um einen Studienplatz bewarb. Sie absolvierte ihre Schauspielausbildung von 2004 bis 2009 und schloss sie mit dem Diplom ab. Im Rahmen der Ausbildung spielte Lisa Bitter in der Spielzeit 2007/08 am Neuen Theater Halle unter anderem in den Stücken Das Haus in Montevideo und Feuchtgebiete.
Von 2009 bis 2013 war Lisa Bitter am Staatstheater Stuttgart engagiert. Nebenher unterrichtet sie (Stand 2021) seit Jahren an der Otto-Falckenberg-Schule München den Schauspielnachwuchs. Ihren Schwerpunkt als Schauspielerin verlegte sie in den 2010er Jahren in Produktionen fürs Fernsehen.
In der von 2009 bis 2010 produzierten zwölfteiligen SWR-Fernsehserie Laible und Frisch spielte sie die Hauptrolle der Ina Frisch, der aufmüpfigen und umweltpolitisch engagierten Tochter eines Konzernchefs. Eine Hauptrolle übernahm sie auch in Sönke Wortmanns 2011 gedrehtem Kinofilm Das Hochzeitsvideo. Seit 2014 ist sie im SWR-Tatort als Kriminalhauptkommissarin Johanna Stern zu sehen. In den ersten Folgen unterstützte sie als LKA-Spezialistin für operative Fallanalyse das Ermittlerteam Odenthal und Kopper. Nach dem Abgang des Ermittlers Mario Kopper wurde ab 2018 ihre Rolle als Partnerin der Ludwigshafener Ermittlerin Lena Odenthal deutlich erweitert.
Lisa Bitter lebt in München.

## Filmografie
- 2007: Mein letzter Tag, vielleicht (Kurzfilm, Regie: Samuel Perriard)
- 2009: Das Zweite Geschenk (Kurzfilm, Regie: Mario Schneider)
- 2009–2010: Laible und Frisch (Fernsehserie, Regie: Michael Rösel)
- 2010: Alpha 0.7 – Der Feind in dir (Fernsehserie, Regie: Marc Rensing)
- 2012: Tatort (Fernsehreihe, Folge Todesbilder, Regie: Miguel Alexandre)
- 2012: Lösegeld (Regie: Stephan Wagner)
- 2012: Das Hochzeitsvideo (Regie: Sönke Wortmann)
- 2012: Die Nonne und der Kommissar – Verflucht
- 2012: In aller Freundschaft (Fernsehserie, Folge Kurzschlussreaktion)
- 2012: Der Schwarzwaldhof (Fernsehserie, Folge Der verlorene Sohn)
- 2012: Notruf Hafenkante (Fernsehserie, Folge High Heels)
- 2014: Alarm für Cobra 11 (Fernsehserie, Folge Die dunkle Seite)
- seit 2014: Tatort (Fernsehreihe)
- 2016: München Mord (Fernsehserie, Folge Kein Mensch, kein Problem)
- 2016: Conni & Co (Regie: Franziska Buch)
- 2017: Conni & Co 2 – Das Geheimnis des T-Rex (Regie: Til Schweiger)
- 2017: Familie mit Hindernissen (TV-Film, Regie: Oliver Schmitz)
- 2017: Alarm für Cobra 11 (Fernsehserie, Folge Halloween)
- 2017: Dieses bescheuerte Herz (Regie: Marc Rothemund)
- 2017: Dr. Klein (TV-Reihe, Folgen Sprung ins kalte Wasser und Fiasko)
- 2018: Trauung mit Hindernissen (TV-Film, Regie: Anna-Katharina Maier)
- 2018: Solo für Weiss – Es ist nicht vorbei
- 2019: Rate Your Date (Regie: David Dietl)
- 2019: Kommissar Dupin (TV-Reihe, Folge Bretonische Geheimnisse, Regie: Bruno Grass)
- 2019: Unschuldig (Fernsehfilm)
- 2019: Charlotte Link – Im Tal des Fuchses (Fernsehfilm)
- 2020–2021: Der Beischläfer (Serie, Regie: Anna-Katharina Maier)
- 2021: Schlafschafe (TV-Miniserie, Regie: Matthias Thönnissen)
- 2021: KI – Die letzte Erfindung (Doku-Fiction, Regie: Christian Twente)
- 2021: Die Chefin – Deadline (Kriminalfilm, Regie: Ulrike Hamacher)
- 2021: Wenn das fünfte Lichtlein brennt (Fernsehfilm, Regie: Stefan Bühling)

## Rollen am Staatstheater Stuttgart
- Elena, in: La Línea von Ann Jaramillo
- Sarah Regan/Justine Ross, in: Harper Regan von Simon Stephens
- Ophelia, in:  Hamlet von William Shakespeare (Inszenierung: Volker Lösch)
- Ljuska, in: Die Flucht von Michail Bulgakow (Inszenierung: Sebastian Baumgarten)
- Petra Stockmann, in: Ein Volksfeind von Henrik Ibsen (Inszenierung: Thomas Dannemann)
- Lavinia, in: Titus Andronicus von William Shakespeare (Inszenierung: Volker Lösch)
- Kriemhild, in: Die Nibelungen nach Moritz Rinke und Friedrich Hebbel (Inszenierung: Christian Weise)